# Вільхівське водосховище (Донецька область)
Вільхі́вське водосховище (рос. Ольховское водохранилище) — штучна водойма озерного типу, що знаходиться на схід від селища Зуївка Донецької області. Джерело питного централізованого водопостачання. Разом з Волинцівським водосховищем забезпечує питною водою 15 міст Донецької області із загальною чисельністю населення понад 1 млн осіб.

## Загальні відомості
Водосховище утворено річкою Вільхова (ліва притока річки Кринки, басейн річки Міуса). Площа водосховища — 3,7 км², довжина — 6 км, ширина — до 900 м, протяжність берегової лінії — близько 18 км. Використовується для зберігання запасів питної води, призначеної для водопостачання смт Зугрес-2, смт Зуївка та ін.

## Фізико-географічна характеристика
На березі Вільхівського водосховища розташований Регіональний ландшафтний парк «Зуївський», а також вихід скельних порід Донецького кряжа, популярний серед любителів альпінізму як зручне для тренувань скельне формування з трасами різних ступенів складності. Дане природне утворення широко відомо (в тому числі і за межами України) під неофіційною назвою «Зуївський скеледром».

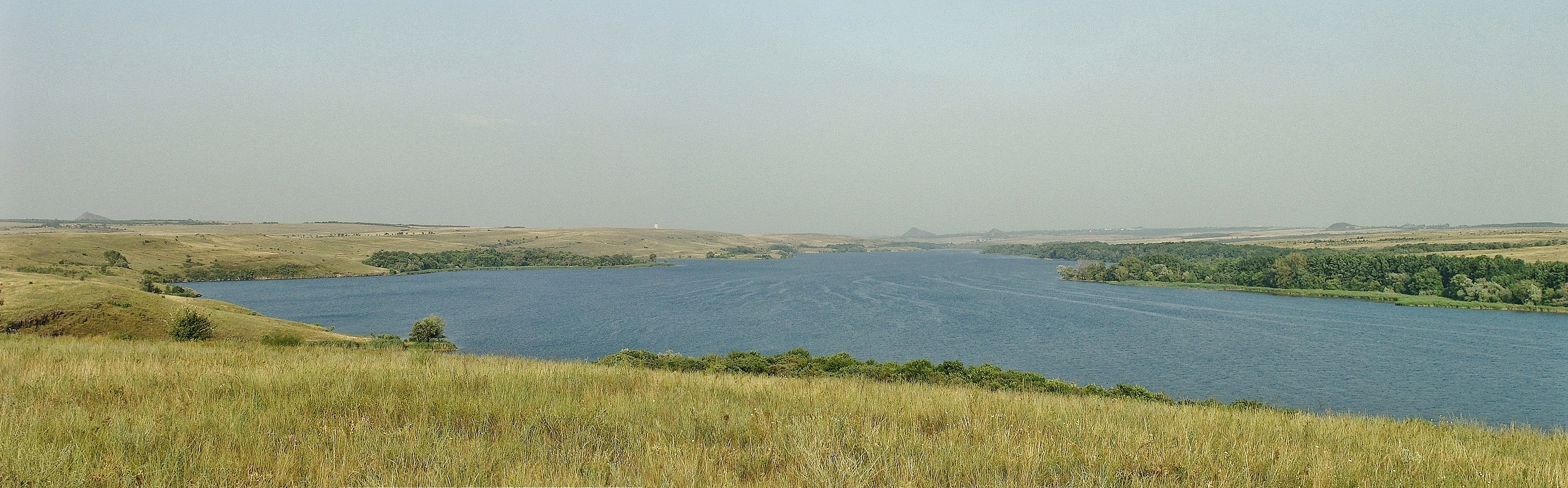
Західна сторона.
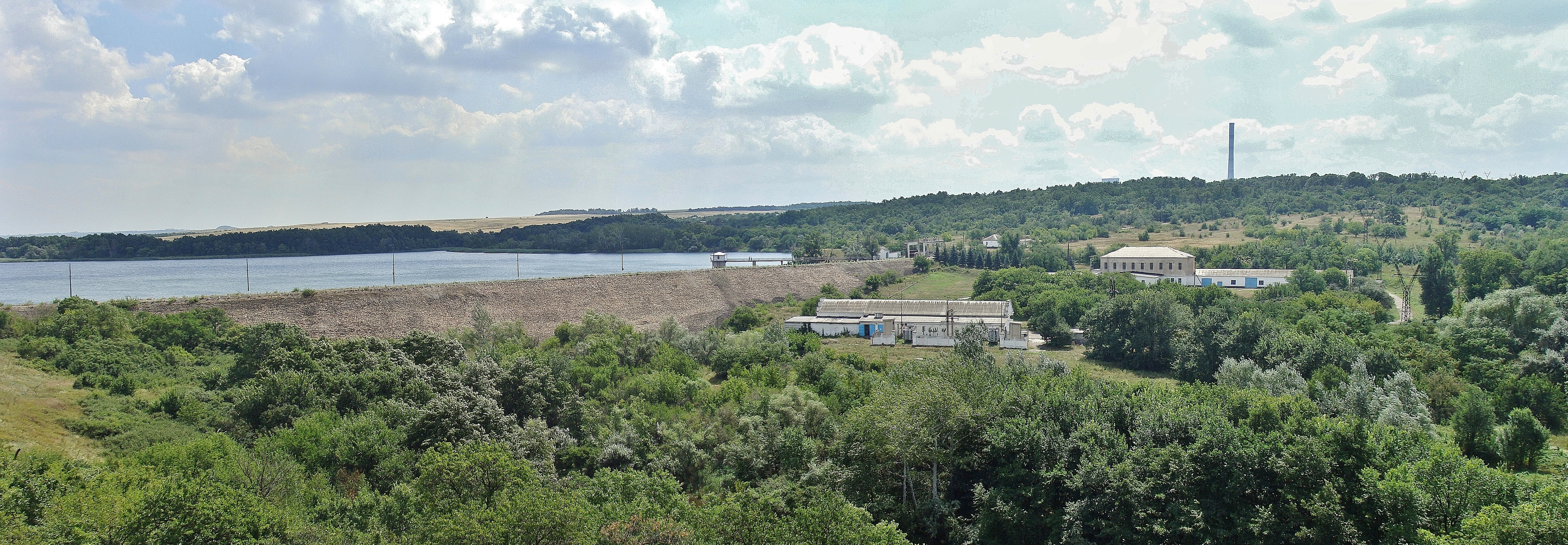
Дамба з греблею.
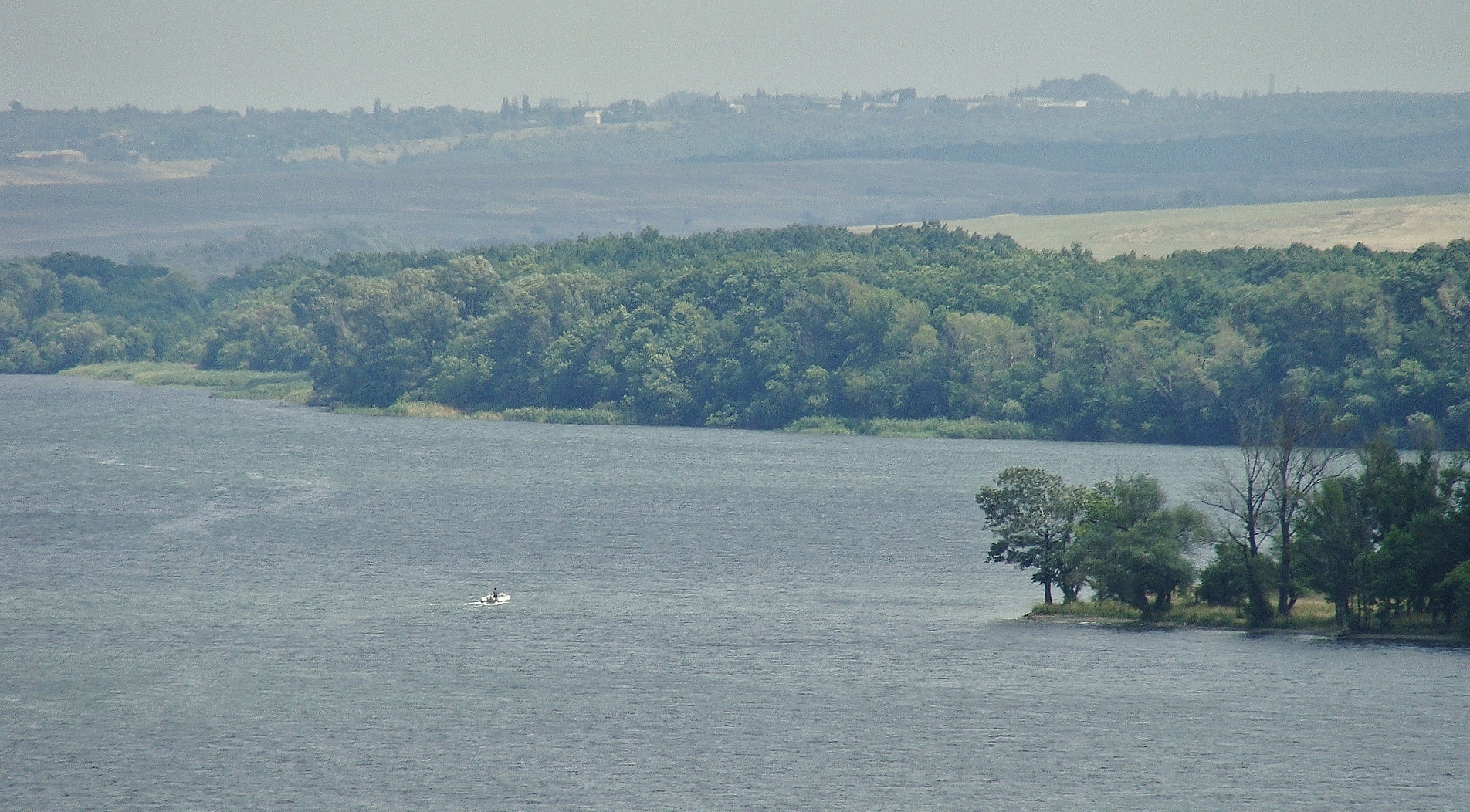
Лівий берег.

## Екологічні проблеми
У гідрографічній мережі Вільхівського питного водосховища здійснюють скиди більше 20 вугільних підприємств ДХК «Шахтарськантрацит», «Торезантрацит», «Жовтеньвугілля» та 6 об'єктів ДК «Укрвуглереструктуризація». Шахтні води мають високу мінералізацію до 3,8 г/л. Потенційним джерелом забруднення водосховища є госппобутові стоки міст Хрестівка і Жданівка. Питання про переведення Вільхівського водосховища до категорії технічних досі не вирішене.